# Plain City (Ohio)
Plain City è un villaggio degli Stati Uniti d'America, situato nello stato dell'Ohio, diviso tra la contea di Madison e la contea di Union.